# Wind River Systems
Wind River Systems este o companie de IT din Statele Unite, specializată în sisteme înglobate.
Wind River a luat ființă în 1981, este o companie de stat, cu sediul central in Alameda, California, și este listată pe NASDAQ cu marca WIND.
Wind River este lider  mondial în Device Software Optimization (DSO).
Wind River permite companiilor să dezvolte, să execute și să gestioneze sofware-ul încorporat mai repede, mai bine, la costuri mai mici și la un grad de fiabilitate mai ridicat. Tehnologia companiei este utilizată în prezent în sute de milioane de dispozitive din întreaga lume.
Printre partenerii și clientii săi se află Apple, Hewlett Packard, Boeing, Motorola, NASA, BMW, Mitsubishi, Philips, Siemens, Nortel și Samsung.
În septembrie 2007, Wind River a cumpărat compania Comsys din Galați, pentru suma de 1,4 milioane de dolari.
Comsys Galați a fost fondată în 2000, avea 52 de angajați și furniza servicii profesionale de dezvoltare de software.
Compania a activat în Parcul de tehnologia Informației din Galați încă de la deschiderea acestuia, în mai 2004.